# بيكسهيل وباتل (دائرة انتخابية في المملكة المتحدة)
بيكسهيل وباتل (بالإنجليزية: Bexhill and Battle)‏ هي إحدى الدوائر الانتخابية في المملكة المتحدة الممثلة في مجلس العموم في برلمان المملكة المتحدة.
عضو البرلمان الذي يمثلها حالياً هو :Gregory Barker (Con).